# 井坂義雄
井坂 義雄（いさか よしお、1938年8月22日 - ）は、日本の英文学者。
法政大学名誉教授。

## 略歴
東京生まれ。1965年法政大学文学部英文科卒、1970年同大学院博士課程中退。1971年芝浦工業大学専任講師、1973年法政大学第一教養部専任講師、1974年助教授、1976年教授、2000年国際文化学部教授、2009年定年退任、名誉教授。ペンネームは三仏生葦生。
2017年4月、瑞宝中綬章を受章。

## 著書
- 『逃げた白鳥 文学的デッサン100篇』（栄光出版社） 1971
- 『タクラマカンの私的広がり』（近代文芸社） 1997
- 『ざくろ』（作品社）2002　三仏生葦生名
- 『セイレムの若き文人 「陰鬱な部屋」のホーソーン』（南雲堂） 2013

### 共編著
- 『ホーソーン文学の形成期 Twice-told talesの世界』（編著、旺史社） 1986
- 『実践英語術』（渡辺宥泰共編著、旺史社教科書部） 1995

## 翻訳
- 『トワイス・トールド・テールズ』（ナサニエル・ホーソーン、共訳、桐原書店） 1981 - 1982
- 『はるかに遠い場所』（ヴァン・デル・ポスト、サンリオ） 1982

## 論文
- Cinii